# Табен-Родт
Табен-Родт (њем. Taben-Rodt) општина је у њемачкој савезној држави Рајна-Палатинат. Једно је од 103 општинска средишта округа Трир-Сарбург. Према процјени из 2010. у општини је живјело 870 становника. Посједује регионалну шифру (AGS) 7235131.

## Географски и демографски подаци
Табен-Родт се налази у савезној држави Рајна-Палатинат у округу Трир-Сарбург. Општина се налази на надморској висини од 250 метара. Површина општине износи 16,2 km². У самом мјесту је, према процјени из 2010. године, живјело 870 становника. Просјечна густина становништва износи 54 становника/km².